# Seventeen (film 1916)
Seventeen è un film muto del 1916 diretto da Robert G. Vignola. Il titolo completo del romanzo di Tarkington è Seventeen: A Tale of Youth and Summer Time and the Baxter Family Especially William. La storia si svolge in una piccola città degli USA, poco prima della prima guerra mondiale e fu pubblicata a puntate su Metropolitan Magazine nel 1914, raccolta poi in volume e pubblicata nel marzo 1916.
In un piccolo ruolo di comparsa appare Rodolfo Valentino, qui al suo settimo film.

## Produzione
Il film fu prodotto dalla Famous Players Film Company

## Distribuzione
Distribuito dalla Paramount Pictures e dalla Famous Players-Lasky Corporation, il film -presentato da Daniel Frohman	- uscì nelle sale il 2 novembre 1916.